# Montes y cumbre de Tenerife
Montes y cumbre de Tenerife este o arie protejată (arie de protecție specială avifaunistică — SPA) din Spania întinsă pe o suprafață de 68.023,02 ha, integral pe uscat.

## Localizare
Centrul sitului Montes y cumbre de Tenerife este situat la coordonatele 28°16′46″N 16°35′57″W / 28.2795°N 16.5993°V.

## Înființare
Situl Montes y cumbre de Tenerife a fost declarat arie de protecție specială avifaunistică în octombrie 1989 pentru a proteja 7 specii de animale.

## Biodiversitate
Situată în ecoregiunea , aria protejată conține 9 habitate naturale: Păduri endemice cu Juniperus spp., Pajiști macaroneziene cu vegetație endemică, Câmpuri de lavă și excavații naturale, Pante stâncoase silicioase cu vegetație casmofită, Pajiști umede mediteraneene cu ierburi înalte de Molinio-Holoschoenion, Păduri de pin endemic canariene, Tufărișuri termo-mediteraneene și de pre-deșert, Lande oro-mediteraneene cu formațiuni endemice de grozamă, Păduri macaroneziene de dafin (Laurus, Ocotea).
La baza desemnării sitului se află mai multe specii protejate de  păsări (7): uliu păsărar (Accipiter nisus granti), Apus unicolor, Columba bollii, Columba junoniae, Dendrocopos major canariensis, Fringilla teydea, turturică (Streptopelia turtur).
Pe lângă speciile protejate, pe teritoriul sitului au mai fost identificate 17 specii de păsări.